# Cameron Norrie
Cameron Isaiah Norrie (/ˈnɒri/; sinh ngày 23 tháng 8 năm 1995) là một vận động viên quần vợt chuyên nghiệp người Anh. Thành tích cao nhất anh đạt được trong sự nghiệp là hạng 10 thế giới trong nội dung đánh đơn (vào ngày 4 tháng 4 năm 2022) và hạng 117 ở nội dung đánh đôi (vào ngày 13 tháng 6 năm 2022). Anh có bốn danh hiệu ATP Tour đơn (bao gồm một danh hiệu Masters 1000 tại Indian Wells Masters 2021) và một danh hiệu đánh đôi. Norrie là tay vợt số 1 của Anh ở nội dung đơn nam kể từ ngày 18 tháng 10 năm 2021.